# Inni ludzie
Inni ludzie – powieść Doroty Masłowskiej wydana w 2018 w Krakowie przez Wydawnictwo Literackie.
Książka porusza takie kwestie, jak samotność, rozpad relacji międzyludzkich, wielkomiejskie życie, zatracenie poczucia realności czy pozorność życia. Książka napisana jest w rapowanej formie.
Za opracowanie graficzne wydawnictwa odpowiedzialny był Maciej Chorąży. Oprawa wizualna ustylizowana jest na płytę CD.
Na podstawie książki powstał w 2019 r. spektakl pod tym samym tytułem w TR Warszawa w reżyserii Grzegorza Jarzyny. W 2020 roku w krakowskim Teatrze BARAKAH powstał spektakl Inni ludzie w adaptacji i reżyserii Macieja Gorczyńskiego. Sztuka otrzymała wiele nagród m.in. za adaptację tekstu i reżyserię dla Macieja Gorczyńskiego oraz za muzykę dla Piotra Korzeniaka i zespołu CUKRY w składzie: Karolina Głogowska, Lena Witkowska, Agnieszka Kocińska w ramach 27. edycji Ogólnopolskiego Konkursu na Wystawienie Polskiej Sztuki Współczesnej (2022). Na podstawie powieści zostały również zrealizowane dwa spektakle dyplomowe Wydziału Aktorskiego Akademii Sztuk Teatralnych w Krakowie w reż. Macieja Stuhra (AST, filia we Wrocławiu, 2020) oraz Pawła Miśkiewicza (AST w Krakowie, 2020). Spektakl w reżyserii Pawła Miśkiewicza otrzymał Grand Prix w ramach 38 Festiwalu Szkół Teatralnych w Łodzi.
W 2021 zrealizowano filmową ekranizację książki w reżyserii Aleksandry Terpińskiej pod tym samym tytułem.